# Steve Suissa
 (octobre 2024).
Steve Suissa né le 7 décembre 1970 à Paris, est un producteur, réalisateur, metteur en scène, scénariste et acteur français.

## Biographie

### Jeunesse et débuts
Né à Paris au cœur du faubourg Montmartre, Steve Suissa grandit au sein d'une famille juive dans l’un des quartiers populaires de la capitale.
Adolescent, il passe du temps à la terrasse du Café des Folies, en face des Folies Bergère. Il voit défiler les artistes. C'est en observant ces scènes quotidiennes qu'il décide de travailler dans le monde du spectacle. Alors le jeune homme va travailler à Rungis où il décharge le soir des tonnes de viande pour quelques dizaines de francs. Cela lui permet de payer ses cours de théâtre.
Steve Suissa entre au Cours Florent en 1989 avec la ferme intention d’entamer une carrière d’acteur.
Dès 1990, il joue dans une trentaine de téléfilms dans des seconds rôles et dans une dizaine de pièces de théâtre.
En 1998, il crée sa maison de production Les Films de l'Espoir. Dès lors, Steve Suissa va produire des pièces de théâtre, Le Baiser de la veuve d'Israël Horovitz ou Pieds nus dans le parc de Neil Simon, pour lequel Béatrice Agenin a été nommée aux Molières dans la catégorie Comédienne dans un second rôle.
En janvier 2025, Les Films de l'Espoir devient Roots Projects pour ouvrir le champ des possibles dans la production de documentaires, pièces de théâtre, festivals, écoles, films, téléfilms...

### Cinéma
En 1999, Steve Suissa co-produit et réalise son premier long-métrage, L'Envol, qui obtient notamment le prix de la mise en scène et les prix d’interprétation féminine et masculine au Festival International du film de Moscou.
Pendant les dix années qui suivent, il réalise : Le Grand Rôle ; Cavalcade ; puis Mensch (qui obtient le Prix du meilleur scénario au Festival de Sarlat).
Il travaille aussi pour la télévision : Traquée ; Trop plein d'amour. Il découvre et accompagne un vivier de jeunes talents tels qu’Isabelle Carré, Clément Sibony, Marion Cotillard, Lorànt Deutsch, Bérénice Bejo, Titoff, Nicolas Cazalé et Djibril Suissa.
Enfin, il joue dans Victor Young Perez de Jacques Ouaniche, consacré au destin du boxeur juif tunisien.

### Télévision
Depuis septembre 2018, Steve Suissa est également auteur, producteur et réalisateur des émissions religieuses sur le judaïsme du dimanche matin sur France Télévisions. Après le décès en 2018 de Josy Eisenberg, présentateur et réalisateur depuis 1962 des émissions Judaïca et Sources de vie sur France 2, il crée et met en place un nouveau concept sur le culte et la culture juive : À l’origine. La première émission de cette série est diffusée le dimanche 8 septembre 2018, veille de Roch Hachana 5779. Dès janvier 2021, Steve Suissa présente lui-même les formats de 15 minutes d'À l'origine.
Depuis le 13 septembre 2020, il produit et met en scène la Cérémonie du Souvenir à la mémoire des Déportés, qui se déroule, comme chaque année, à la Grande Synagogue de Paris ; une cérémonie retransmise en direct sur France 2 ; avec Mathilda May, Stéphane Bern, Anne Gravoin, Francis Huster.
En 2020, il consacre un documentaire Le Chemin des Anges au sentier national israélien, sur les pas de l'exploratrice Linda Bortoletto[réf. souhaitée].
Au printemps 2022, il a réalisé un documentaire consacré à Rachi en collaboration avec la Maison Rachi. Un biopic d’aujourd’hui sur le vieux sage d’hier.

### Théâtre et Opéra
Steve Suissa a notamment dirigé Le Mystère Bizet à l'Opéra Bastille, et La Flûte enchantée de Mozart pour Opéra en plein air.
En 2012, Steve Suissa cesse d’être l’ancien élève de Francis Huster pour devenir son metteur en scène. Il met ainsi en scène l’acteur dans Bronx de Chazz Palminteri aux Bouffes-Parisiens. Le duo prend alors la direction du théâtre Rive Gauche, à Paris. Les deux artistes travaillent ensemble sur Le Journal d'Anne Frank d'Éric-Emmanuel Schmitt (250 représentations à guichets fermés et une tournée de 80 villes). Il enchaîne les pièces, dont L'Affrontement de Bill C. Davis (300 représentations et une tournée de 90 dates), où Francis Huster partage l’affiche avec Davy Sardou, qui obtient pour cette pièce le Molière du comédien dans un second rôle.
Entre 2013 et 2016, Suissa met en scène pas moins de quinze pièces avec son complice et partenaire privilégié Francis Huster, mais aussi avec Marianne James (Miss Carpenter), Martin Lamotte (The Guitrys), Claire Keim, Jean-Claude Dreyfus (La trahison d'Einstein), Michel Sardou (Si on recommençait), Jean-Luc Reichmann (Hibernatus) ou Clémentine Célarié (24 heures de la vie d'une femme).
En 2014, il met en scène à la Comédie des Champs-Élysées Si on recommençait ?, une création d'Éric-Emmanuel Schmitt, avec entre autres Michel Sardou et Félix Beaupérin, nommé aux Molières dans la catégorie Révélation théâtrale masculine ; Georges et Georges d’Éric-Emmanuel Schmitt, avec notamment Davy Sardou et Alexandre Brasseur ; Le Joueur d’échecs de Stefan Zweig, adaptation d’Éric-Emmanuel Schmitt, avec Francis Huster, nommé aux Molières dans la catégorie Seul en scène.
À la rentrée 2015, il signe la mise en scène d’Avanti ! de Samuel A. Taylor, adapté par Dominique Piat, dans lequel il dirige notamment Francis Huster, Ingrid Chauvin, et Thierry Lopez, nommé aux Molières dans la catégorie Comédien dans un second rôle.
En septembre 2016, il signe la mise en scène de la nouvelle pièce de Laurent Ruquier À droite à gauche, avec Régis Laspalès et une nouvelle fois Francis Huster. Le succès est tel que la pièce reste à l’affiche du Théâtre des Variétés toute la saison 2016/2017.
En 2018, il crée sur un bateau à Venise le spectacle Passionnément Toscanini, avec Francis Huster (dans le rôle du chef d'orchestre Arturo Toscanini) et le musicien Giovanni Bellucci, et enchaîne avec un grand projet sur la vie du virtuose du piano Vladimir Horowitz, avec Francis Huster dans le rôle-titre et la pianiste Claire-Marie Le Guay.
Toujours en 2018, il met en scène deux créations : Ich bin Charlotte de Doug Wright (Prix Pulitzer du texte dramatique) au Théâtre du Chêne noir pour le Festival d'Avignon avec Thierry Lopez qui incarne à lui seul une trentaine de personnages, repris à la rentrée au Théâtre de Poche-Montparnasse (spectacle nommé en 2019 aux Molières dans la catégorie Seul en scène). Puis Pourvu qu'il soit heureux de Laurent Ruquier, avec Francis Huster, Fanny Cottençon et Louis Le Barazer, au Théâtre Antoine.
En 2019, il met en scène 6 spectacles :
- Transmission avec Francis Huster et Valentin De Carbonnières ;
- Samia avec Malyka R. Johany ;
- Fleurs de soleil (d'après le texte de Simon Wiesenthal) avec Thierry Lhermitte ;
- Bronx avec Francis Huster ;
- Le Temps d'un violon avec Cécile Bens' ;
- Le plus beau dans tout ça de Laurent Ruquier, avec Régis Laspalès.

En 2021, il met en scène "L'étoile au coeur" avec Francis Huster et Anne Gravoin, une alternance de textes et de musique sur le thème de la Shoah.
En 2021, il partage la scène avec Cécile Bens' dans "Le temps d'un violon", deux représentations ont eu lieu à Tel Aviv.
Une nouvelle pièce de théâtre co-produite et mise en scène par Steve Suissa "Sélectionné", avec Amir au Théâtre Edouard VII dans le rôle d'Alfred Nakache, nageur professionnel né en 1915 qui gagnera cinq titres de champion de France au 200 m brasse après avoir été déporté à Auschwitz où il survivra grâce à la nage, un destin exceptionnel.
"Fleurs de soleil" avec Thierry Lhermitte, succès au Festival d'Avignon, et en tournée jusqu'à mars 2023.
Depuis le 19 janvier 2023, à la suite du succès triomphal qu'a connu cette pièce, c'est la reprise de Sélectionné avec Amir au Théâtre Marigny jusqu'au 2 avril 2023.
En mai, juin et septembre 2025, la pièce Appelez-moi Golda entame une tournée parisienne, poursuivant son parcours après sa création au Festival Horizons. Cette mise en scène retrace la vie de Golda Meir, figure emblématique de l’histoire israélienne.
Entre temps, il met en scène La Rencontre de Charles Pépin, une lecture philosophique avec Thierry Lhermitte, présentée en format seul en scène dans le cadre du Festival de l’Ombrière à Uzès.
Il poursuit également Les Grands Tournants, un spectacle conçu avec Rachel Khan, qui revisite les grands discours ayant marqué l’Histoire à travers une mise en scène immersive mêlant théâtre, images d’archives et création sonore.

### Festival de théâtre
Steve Suissa est le fondateur et coproducteur (avec Jean-Marc Dumontet) du 1er Festival du Théâtre Français en Israël, qui a  lieu chaque année au mois d'octobre à Tel-Aviv et Jérusalem. La première édition du Festival permet cinq représentations de spectacles francophones, dont Inconnu à cette adresse avec Thierry Lhermitte et Francis Huster, L’être ou pas avec Pierre Arditi et Daniel Russo, Horowitz le pianiste du siècle avec Francis Huster et Claire-Marie Le Guay et le dernier spectacle de François-Xavier Demaison.
La deuxième édition s'est tenue du 23 au 31 octobre 2018 ; cette fois dans quatre villes d'Israël : Tel-Aviv, Jérusalem, Netanya et Ashdod ; en la présence de Richard Berry, Patrick Timsit, Fanny Cottençon, Andréa Bescond et Francis Huster.
En 2019, comme chaque année pendant les vacances de la Toussaint, s'est tenue la troisième édition, à Tel Aviv et Jérusalem. Le Festival a accueilli Ary Abittan pour son spectacle My Story, Richard Berry pour Plaidoiries II, Francis Huster pour Bronx et Thierry Lhermitte pour la 1re mondiale de Fleurs de Soleil.
En 2020, compte-tenu du COVID, la 4ème édition du Festival HORIZONS n'a pu se tenir.
Et c'est en 2021 que s'est tenue la quatrième édition à Tel Aviv et Ashdod. Le Festival a accueilli Michel Boujenah pour les Adieux aux Magnifiques, l'adaptation israélienne du film Intouchables de Olivier Nakache et Eric Tolédano et AMIR en avant-première mondiale pour Sélectionné, l'histoire mythique du nageur Alfred Nakache.
Au mois mai, pendant deux jours à Tel Aviv, s'est déroulé le premier Tel Aviv Comedy Festival avec Kev Adams, Anne Roumanoff, Donel Jacksman, Virginie Hocq.
En octobre 2022, 5ème édition du Festival de Théâtre Français en Israël HORIZONS avec Francis Huster dans "Molière le magnifique", "Je m'appelle Asher Lev", le coup de coeur du Festival d'Avignon, et Dany Brillant pour un hommage au grand Charles Aznavour.
En 2023, la 2nde édition du Tel Aviv Comedy Festival s'est déroulé le 8 Juin 2023 avec Samuel Bambi, Sandrine Sarroche et Félix Djhan.
En octobre 2023, comme chaque année, devait se tenir la 6ème édition du Festival de Théâtre Français HORIZONS. Compte-tenu des attentats terroristes du 7 octobre 2023 en Israël, cette édition a été reportée en mars 2024 avec la dernière représentation de Sélectionné avec Amir Haddad
En 2024, la 3ème édition du Tel Aviv Comedy Festival s'est tenu les 24 et 25 Juin 2024 avec Philippe Lellouche et Ary Abittan. Une édition très spéciale post - 7 Octobre où le public israélien nous a fait ressentir de la nécessité de maintenir cet évènement.
En février 2025, Steve Suissa lance la 7e édition du Festival Horizons, le festival du théâtre français en Israël. Cette édition accueille quatre spectacles : The Hole par la Batsheva Dance Company, L’audience est ouverte avec Richard Berry, Échappées Belles avec Thierry Lhermitte, Isabelle Durin et Maxime Zecchini, et Appelez-moi Golda, une création originale consacrée à Golda Meir, mise en scène par Steve Suissa.
En juin 2025, Steve Suissa lance également la 4e édition du Tel Aviv Comedy Festival, consacré à l’humour francophone, avec sur scène notamment Samuel Bambi et Ary Abittan.

### École de théâtre
En 2019, Steve Suissa ouvre une école de théâtre en Israël, nommée M ; d'abord à Netanya et Ashdod et ensuite à Tel Aviv, dirigée par Cecile Bens'.
Ces écoles de théâtre sont destinées aux francophones de tous les âges dans le but de monter une troupe et des spectacles itinérants.
Pour les 400 ans de Molière, la troupe des écoles de théâtre interprétera des extraits des scènes les plus marquantes de Molière sur les scènes israéliennes.
Parallèlement à ses activités de metteur en scène et de directeur artistique, Steve Suissa poursuit son engagement dans la formation théâtrale. Il encadre régulièrement des ateliers et projets pédagogiques destinés aux jeunes comédiens. En 2025, il prépare avec ses élèves un spectacle inédit consacré aux 150 ans de la naissance de Victor Hugo, mêlant extraits d’œuvres majeures, correspondances et discours emblématiques de l’auteur.

### Documentaire
En 2020, il tourne un documentaire sur l'un des quinze plus beaux sentiers de randonnée au monde, le sentier national israélien, en suivant l'aventurière Linda Bortoletto. Une jeune femme aux origines musulmanes et catholique, qui abandonne sa carrière à la Gendarmerie Nationale, pour retrouver du sens grâce à la randonnée et aux rencontres sur son chemin. En Israël, sur Le Chemin des Anges, elle croisera les destins de la diversité de ce pays.
Au printemps 2022, il a réalisé un documentaire consacré à Rachi en collaboration avec la Maison Rachi. Un biopic d’aujourd’hui sur le vieux sage d’hier, avec François Baroin, Bernard Henri Lévy, Haïm Korsia, Grand Rabbin de France, Perrine Simon Nahum.
En 2024, il suit pendant six mois le Docteur Alain Tolédano, directeur de l’Institut Rafaël, pendant le processus de création de son nouveau pôle Santé Culturelle. La culture participe au processus de guérison, au bien-être des patients, à leur sociabilisation et leur réinsertion. Ce documentaire sera projeté en avant-première au Château de Versailles au mois de novembre.

## Filmographie

### Réalisateur
- 2000 : L'Envol
- 2001 : Elle pleure pas
- 2002 : Traquée (TV)
- 2003 : L'Amour dangereux
- 2003 : Trop plein d'amour (TV)
- 2004 : Le Grand Rôle
- 2005 : Cavalcade
- 2009 : Mensch

### Producteur
- 2000 : L'Envol
- 2002 : Comme si de rien n'était
- 2004 : Le Grand Rôle

### Scénariste
- 2000 : L'Envol
- 2000 : La Bonne Attitude, écrit en collaboration avec Marco Koskas
- 2001 : Elle pleure pas
- 2001 : Famille et autres supplices
- 2002 : Traquée (TV)
- 2003 : Trop plein d'amour (TV)
- 2003 : Regarde-moi, adapté du roman de Catherine Diament
- 2004 : Le Grand Rôle
- 2005 : Cavalcade
- 2006 : Victor Young Perez écrit avec Stéphane Cabel
- 2009 : Mensch
- 2011 : La mémoire du sang, écriture en collaboration avec Frédéric Petitjean

### Acteur
- 1990 : Nouvelle Vague de Jean-Luc Godard : Le serveur restaurant
- 1991 : La Tribu
- 1994 : Neuf mois de Patrick Braoudé : Ambulance man
- 1996 : Nous sommes tous des anges : Un Italien
- 1997 : Le Roi en son moulin (TV) : Aupestre
- 1997 : Clueur : Clueur
- 1997 : Amour et Confusions de Patrick Braoudé : Guard
- 1998 : Serial Lover de James Huth
- 1998 : Ronin de John Frankenheimer : Waiter in Nice
- 2000 : L'Envol de Steve Suissa : Joseph
- 2002 : Une employée modèle : Le rocker
- 2002 : Traquée (TV) de Steve Suissa : Julien
- 2003 : Comme si de rien n'était  de Pierre-Olivier Mornas : Benoit
- 2003 : Le Bison (et sa voisine Dorine) d'Isabelle Nanty : Garçon sitcom
- 2003 : De soie et de cendre (TV) : Roberto
- 2004 : Le Grand Rôle de Steve Suissa : Doron
- 2005 : Trois couples en quête d'orages : Cances
- 2005 : Edy de Stéphan Guérin-Tillié : Le client du bar
- 2005 : Cavalcade : Antoine
- 2005 : Zooloo : Nemo
- 2009 : Un homme et son chien de Francis Huster
- 2009 : Mensch de Steve Suissa : Joseph Hazak
- 2013 : Victor Young Perez : Benjamin Perez
- 2018 : Obsession de Jacques Ouaniche
- 2019 : Rendez-vous chez les Malawas de James Huth

### Courts métrages
- 2000 : On s’embrasse ? de Pierre-Olivier Mornas (producteur)
- 2000 : Les petits chevaux de Pierre-Olivier Mornas (producteur)
- 2001 : L’Écharpe d'Éric Le Roux (producteur)
- 2001 : Elle pleure pas de Steve Suissa
- 2001 : Ce qui compte pour Mathilde de Stéphanie Murat (producteur)
- 2003 : Méprise d'Éric Le Roux (producteur)
- 2005 : Jeanne à petits pas de Négar Djavadi (producteur)

### Télévision
- 1993 : La voix du sang d'Alain Barrois - juge Cordier
- 1994 : L'affaire Da Costa de Claude Barrois - Vanloc
- 1995 : L'Affaire Dreyfus : L'aide de camp Mercier
- 1995 : Victoire aux poings de Claude Barrois
- 1996 : Commandant Nerval de Nicolas Ribowski
- 1996 : Meurtre sur rendez-vous de Nicolas Ribowski
- 1996 : Le Juste de Franck Apprederis
- 1997 : Le Roi en son moulin de Jacob Berger
- 1997 : Navarro de Nicolas Ribowski
- 1998 : Entre deux feux de Frédéric Krivine
- 1998 : PJ de Nicolas Ribowski
- 1998 : Blague à part de Daive Cohen et Éric laugerias
- 2001 : L'agence de Jacques Otmezguine
- 2002 : Traquée de Steve Suissa
- 2003 : Trop plein d’amour de Steve Suissa
- 2003 : De soie et de cendre de Jacques Otmezguine
- 2010 : Enquêtes réservées de Bruno Garcia

## Théâtre

### Metteur en scène
- 2003 : Money d'Alain Schawarstein, Paris et tournée en France[15]
- 2005 : Pieds nus dans le parc de Neil Simon, Théâtre Marigny
- 2007 : La Femme rompue de Simone de Beauvoir, Théâtre de l'Atelier
- 2007 : Une liaison pornographique de Philippe Blasband, Théâtre Marigny
- 2012 : Bronx de Chazz Palminteri, adaptation Alexia Perimony, Théâtre des Bouffes-Parisiens
- 2012 : Le Journal d'Anne Frank, adaptation Éric-Emmanuel Schmitt, Théâtre Rive Gauche
- 2013 : L'affrontement de Bill C. Davis, Théâtre Rive Gauche
- 2013 : The Guitrys d'Éric-Emmanuel Schmitt, Théâtre Rive Gauche
- 2013 : Miss Carpenter de Marianne James et Sébastien Marnier, co-mis en scène avec Éric-Emmanuel Schmitt, Théâtre Rive Gauche
- 2014 : La Trahison d'Einstein de Éric-Emmanuel Schmitt, Théâtre Rive Gauche
- 2014 : Guitry et son double, Festival de la correspondance de Grignan
- 2014 : Le Joueur d'échecs de Stefan Zweig, adaptation Éric-Emmanuel Schmitt, Théâtre Rive Gauche
- 2014 : Si on recommençait d'Éric-Emmanuel Schmitt, Comédie des Champs-Élysées
- 2014 : Georges et Georges d'Éric-Emmanuel Schmitt, Théâtre Rive Gauche
- 2015 : L'Elixir d'amour d'Éric-Emmanuel Schmitt, Théâtre Rive Gauche
- 2015 : Hibernatus de Jean Bernard-Luc, adaptation Éric-Emmanuel Schmitt, Théâtre de la Michodière
- 2015 : Vingt-quatre heures de la vie d'une femme de Stefan Zweig, adaptation Éric-Emmanuel Schmitt, Théâtre Rive Gauche
- 2015 : Oscar et la Dame rose d'Éric-Emmanuel Schmitt, Théâtre Rive Gauche
- 2015 : Avanti de Samuel Taylor, Théâtre des Bouffes-Parisiens
- 2016 : L'énigme Zweig de et avec Francis Huster, tournée en province, en festivals et à l'international
- 2016 : Amok de Stefan Zweig, tournée en province et à l'international
- 2016 : Seul avec vous, de et par Michel Drucker, tournée puis Théâtre des Bouffes Parisiens
- 2016 : Noces romantiques chez George Sand, de Jean-Yves Clément, Festival de Nohant
- 2016 : A droite A gauche, de Laurent Ruquier, Théâtre des Variétés
- 2017 : Toscanini, Opéra avec Giovanni Bellucci au piano, Venise
- 2017 : Le Théâtre, ma vie, de et avec Francis Huster, en tournée internationale
- 2017 : Horowitz le pianiste du siècle, avec Claire Marie Le Guay au piano et Francis Huster, tournée internationale
- 2018 : Ich bin Charlotte de Doug Wright, adapté par Marianne Groves, avec Thierry Lopez, Festival d'Avignon et Théâtre de Poche-Montparnasse
- 2018 : Pourvu qu'il soit heureux de Laurent Ruquier, avec Fanny Cottençon et Francis Huster, Théâtre Antoine
- 2019 : Fleurs de Soleil, d'après le texte de Simon Wiesenthal avec Thierry Lhermitte
- 2019 : Bronx avec Francis Huster
- 2019 : Le Temps d'un violon avec Cécile Bens'
- 2019 : Le plus beau dans tout ça de Laurent Ruquier, avec Régis Laspalès
- 2020 : Transmission de Bill C. Davis, avec Francis Huster
- 2021 : Sélectionné avec AMIR
- 2021 : L'étoile du coeur avec Francis Huster et Anne Gravoin
- 2022 : Moi aussi j'ai vécu avec Hélios Azoulay
- 2022 : Molière le magnifique, de et avec Francis Huster
- 2023 : En Plein Coeur avec Francis Huster, Isabelle Durin et Maxime Zecchini
- 2023 : Tournée européenne de Sélectionné avec AMIR

### Comédien
- 1990 : Les Nuits de Terayama de Shūji Terayama, mise en scène Nicolas Bataille, Théâtre de la Huchette
- 1991 : La Compil de Patrick Bonnel, Théâtre de Creil
- 1991 : Été et Fumée de Tennessee Williams, mise en scène Gilles Gleizes, Théâtre de Rungis[16]
- 1992 : Une envie de tuer de Xavier Durringer, mise en scène Raymond Acquaviva
- 1992 : Saloperies de merde de Michaël Cohen, mise en scène Michaël Cohen, Théâtre de Trévise
- 1993 : Samedi, dimanche et lundi d'Eduardo De Filippo, mise en scène Françoise Petit, Théâtre Sylvia Monfort
- 1993 : Agamemnon d'Eschyle, mise en scène Jean-Claude Jay
- 1993 : La Mouette, adaptation d'Anton Tchekhov, mise en scène Isabelle Nanty, Théâtre de Nice
- 1995 : La Descente d'Orphée de Tennessee Williams, mise en scène Jacques Mornas, Théâtre 13, tournée
- 1996 : Le Baiser de la veuve d'Israël Horovitz, mise en scène Pierre-Olivier Mornas, Atelier Bastille
- 1997 : Dommage qu'elle soit une putain de John Ford, mise en scène Jérôme Savary, Théâtre national de Chaillot
- 1997 : Le Médecin malgré lui de Molière, mise en scène Thierry Hancisse, Cours Florent[17],[18]
- 1998 : Le Baiser de la veuve d'Israël Horovitz, mise en scène Pierre-Olivier Mornas, Théâtre du Nord-Ouest, Festival de Pau
- 1998 : Baby Doll de Tennessee Williams, mise en scène Henri Lazarini, Théâtre Mouffetard
- 2015 : Une folie de Sacha Guitry, mise en scène Francis Huster, tournée

### Producteur
- 2015 : Le Chandelier enterré, de Stefan Zweig, tournée internationale
- 2016 : L'Énigme Zweig, de et avec Francis Huster, tournée internationale
- 2016 : Amok, de Stefan Zweig, tournée internationale
- 2017 : Toscanini, Venise
- 2017 : Le Théâtre, ma vie, de et avec Francis Huster, tournée internationale
- 2019 : Le Temps d'un Violon, avec Cécile Bens'
- 2022 : Molière le magnifique, de et avec Francis Huster

### Captation
- 2013 : Le Journal d'Anne Frank, adaptation Eric-Emmanuel Schmitt, avec Francis Huster, Roxane Duran
- 2013 : La Peste, d'Albert Camus, adapté et interprété par Francis Huster
- 2013 : La guerre de Troie n'aura pas lieu de Jean Giraudoux, avec Francis Huster et la troupe de France
- 2016 : L'Énigme Stefan Zweig, de et par Francis Huster
- 2016 : Pièces d'identité, de et avec Jean Piat
- 2016 : Georges et Georges, d'Éric-Emmanuel Schmitt avec Davy Sardou et Alexandre Brasseur
- 2018 : Le Théâtre, ma vie, avec Francis Huster
- 2018 : Confidences pour Confidences, de et avec Jean Piat et Francis Huster
- 2022 : Molière le magnifique, de et avec Francis Huster

## Opéra
Comme metteur en scène :
- 2012 : Le Mystère Bizet d'Éric-Emmanuel Schmitt - Opéra Bastille
- 2013 : La Flûte enchantée de Mozart - Co-mis en scène avec Francis Huster - Opéra en plein air.